# ひなたたまり
ひなた たまり（9月2日 - ）は、日本の女性声優である。千葉県出身。プロダクション・エース所属。血液型はAB型。以前はRMEに所属していた。

## 出演作品

### テレビアニメ
- 戦国コレクション（2012年、女子マネージャー[3]）
- 湖池屋SDGs劇場 サスとテナ（2021年、ガタガタ、市民）
- デート・ア・ライブIV（2022年、六喰の母）
- 神達に拾われた男2（2023年、テオの母親）

### 劇場アニメ
- 君の名は。（2016年）

### ゲーム
- Shadow Tactics: Blades of the Shogun（アイコ）
- アズールレーン（2018年、満潮）
- 蒼青のミラージュ（2018年、リシュリュー）
- ドールズフロントライン (PP-2000)
- メガゾーン23 青いガーランド（夢叶舞）
- ワールドフリッパー（2019年、シラノ[4]）
- 封神ヒーローズ (武当聖母、黒無常)
- Zgirls (星野日和)
- 神代梦華譚 (ロキ、シグ、スカーティ）
- メルヘン・ザ・ブラッド (プレイヤーボイス)
- エレメンタルファンタジー (ユシリヤ、メデューサ)
- 武装百姫 (ミリアム)

### パチンコ
- CR神音の森（金剛仙狐[5]）

### 吹き替え
- アンダーカバー (ザンパーロ)
- エクソシスト3 ※Netflix版
- 彼と私と両家の事情（チン・スースー）
- サーシャと魔法のワンダーランド (サーシャの母)
- ソード・ハンド 剣の拳（カーチ）
- ゾーン・オブ・ザ・デッド（ミーナ）
- T.I.M.ｰティムｰ (キキ)
- ドリアン・グレイ (アガサ)
- ニューヨーク ザ・ギャング・シティ (ロージー）
- ノック・ノック（ビリー・ヴェガ）
- ハイウェイ・バスジャック（イリアナ）
- ハイジ アルプスの物語 (ペーターの母)
- ブランカとギター弾き
- 名探偵ポアロシリーズ（ミス・レモン（ポーリーン・モラン））※デアゴスティーニ版
- 名探偵ポアロ 海上の悲劇（モリー・トリバー）※デアゴスティーニ版
- 惑星戦記ナイデニオン (ザラザ)

### ラジオ
- メガゾーン23 ON RADIO （文化放送）
- RMEオフィシャルネットラジオ「voice station!」

### オーディオブック
- スパイ教室（2021年、朗読[6]）
- 七つの魔剣が支配する（2021年、朗読）
- 浅草鬼嫁日記
- 「首尾一貫感覚」で心を強くする